# Джої Даккорд
Джоел Даккорд (англ. Joey Daccord; нар. 19 серпня 1996, Норт-Андовер, США) — американський хокеїст, воротар клубу НХЛ «Сіетл Кракен».

## Ігрова кар'єра
Даккорд вихованець місцевого хокейного клубу Норт Андовер. Три сезони Джої відіграв за команду Академії Кушинга, надалі приєднатися до «Маскігон Ламберджекс» у Хокейній лізі США.
2015 року був обраний на драфті НХЛ під 199-м загальним номером командою «Оттава Сенаторс».
У 2016 році Даккорд розпочав виступати за команду Університету штату Аризона.
У 2019 році Даккорд підписав угоду з «Оттава Сенаторс» але тривалий час виступав за фарм-клуб «Бельвіль Сенаторс» та «Брамптон Біст». На драфті розширення НХЛ 2021 року він був обраний «Сіетл Кракен». У 2023 році він допоміг вивести філію Кракена в АХЛ, «Коачелла Веллі Фаєрбердс», до фіналу Кубка Колдера, де вони програли «Герші Берс». У сезоні 2023–24	років Даккорд став постійним гравцем НХЛ і увійшов в історію завдяки першому в історії шатауту Зимової класики в історії «Кракену».
У складі збірної команди США чемпіон світу 2025 року.

## Родина
Джої Даккорд народився 19 серпня 1996 року в Норт-Андовері, штат Массачусетс, у сім'ї Браяна та Даніели. Його батько, Браян, колишній професійний воротар, який грав у Національній лізі Швейцарії. Працював з кількома командами НХЛ, зокрема «Аризона Койотс» і «Торонто Мейпл Ліфс». Браян також працював тренером воротарів у «Бостон Брюїнс». Молодший брат Джоуї, Алекс, грав воротарем у коледжі Святого Ансельма, а їхній дядько Том професійно грав у хокей у Швейцарії.
Даккорд має громадянство Канади, Швейцарії та США. Його батько з Монреаля, а мати, Даніела, родом зі Швейцарії. Він вільно володіє німецькою мовою.

## Статистика
| Сезон        | Клуб                       | Ліга             | Регулярний сезон | Регулярний сезон | Регулярний сезон | Регулярний сезон | Регулярний сезон | Регулярний сезон | Регулярний сезон | Регулярний сезон | Регулярний сезон | Плей-оф | Плей-оф | Плей-оф | Плей-оф | Плей-оф | Плей-оф | Плей-оф | Плей-оф |
| Сезон        | Клуб                       | Ліга             | І                | В                | П                | Н/OT             | Хв               | ПГ               | ІБГ              | ПГГ              | %ВК              | І       | В       | П       | Хв      | ПГ      | ІБГ     | ПГA     | %ВК     |
| ------------ | -------------------------- | ---------------- | ---------------- | ---------------- | ---------------- | ---------------- | ---------------- | ---------------- | ---------------- | ---------------- | ---------------- | ------- | ------- | ------- | ------- | ------- | ------- | ------- | ------- |
| 2012–13      | «Академія Кушинга»         | Нова Англія      | 12               | —                | —                | —                | —                | —                | —                | 1.96             | .926             | —       | —       | —       | —       | —       | —       | —       | —       |
| 2013–14      | «Академія Кушинга»         | Нова Англія      | 32               | —                | —                | —                | —                | —                | —                | 2.57             | .923             | —       | —       | —       | —       | —       | —       | —       | —       |
| 2014–15      | «Академія Кушинга»         | Нова Англія      | 16               | —                | —                | —                | —                | —                | —                | 1.80             | .933             | —       | —       | —       | —       | —       | —       | —       | —       |
| 2015–16      | «Маскігон Ламберджекс»     | Хокейна ліга США | 48               | 21               | 20               | 5                | 2,764            | 143              | 2                | 3.10             | .904             | —       | —       | —       | —       | —       | —       | —       | —       |
| 2016–17      | Університет штату Аризона  | НКАА             | 15               | 3                | 8                | 1                | 730              | 49               | 0                | 4.03             | .892             | —       | —       | —       | —       | —       | —       | —       | —       |
| 2017–18      | Університет штату Аризона  | НКАА             | 32               | 8                | 19               | 5                | 1,864            | 109              | 1                | 3.51             | .909             | —       | —       | —       | —       | —       | —       | —       | —       |
| 2018–19      | Університет штату Аризона  | НКАА             | 35               | 21               | 13               | 1                | 2,093            | 82               | 7                | 2.35             | .926             | —       | —       | —       | —       | —       | —       | —       | —       |
| 2018–19      | «Оттава Сенаторс»          | НХЛ              | 1                | 0                | 1                | 0                | 60               | 5                | 0                | 5.00             | .875             | —       | —       | —       | —       | —       | —       | —       | —       |
| 2019–20      | «Бельвіль Сенаторс»        | АХЛ              | 24               | 15               | 6                | 2                | 1,401            | 61               | 1                | 2.61             | .915             | —       | —       | —       | —       | —       | —       | —       | —       |
| 2019–20      | «Брамптон Біст»            | ХЛСУ             | 12               | 7                | 5                | 0                | 715              | 34               | 1                | 2.85             | .901             | —       | —       | —       | —       | —       | —       | —       | —       |
| 2020–21      | «Бельвіль Сенаторс»        | АХЛ              | 2                | 0                | 2                | 0                | 120              | 10               | 0                | 5.00             | .867             | —       | —       | —       | —       | —       | —       | —       | —       |
| 2020–21      | «Оттава Сенаторс»          | НХЛ              | 8                | 1                | 3                | 1                | 403              | 22               | 0                | 3.27             | .897             | —       | —       | —       | —       | —       | —       | —       | —       |
| 2021–22      | «Шарлотт Чекерс»           | АХЛ              | 34               | 19               | 11               | 2                | 1,918            | 73               | 0                | 2.28             | .925             | 7       | 3       | 4       | 419     | 22      | 1       | 3.15    | .879    |
| 2021–22      | «Сіетл Кракен»             | НХЛ              | 5                | 0                | 4                | 0                | 294              | 21               | 0                | 4.30             | .850             | —       | —       | —       | —       | —       | —       | —       | —       |
| 2022–23      | «Коачелла Веллі Фаєрбердс» | АХЛ              | 38               | 26               | 8                | 3                | 2,269            | 90               | 3                | 2.38             | .918             | 26      | 15      | 11      | 1,648   | 61      | 3       | 2.22    | .926    |
| 2022–23      | «Сіетл Кракен»             | НХЛ              | 5                | 2                | 1                | 1                | 249              | 13               | 0                | 3.14             | .900             | —       | —       | —       | —       | —       | —       | —       | —       |
| 2023–24      | «Сіетл Кракен»             | НХЛ              | 50               | 19               | 18               | 11               | 2,833            | 116              | 3                | 2.46             | .916             | —       | —       | —       | —       | —       | —       | —       | —       |
| 2024–25      | «Сіетл Кракен»             | НХЛ              | 57               | 27               | 23               | 5                | 3,295            | 150              | 2                | 2.73             | .906             | —       | —       | —       | —       | —       | —       | —       | —       |
| Усього в НХЛ | Усього в НХЛ               | Усього в НХЛ     | 126              | 49               | 50               | 18               | 7,133            | 327              | 5                | 2.76             | .906             | —       | —       | —       | —       | —       | —       | —       | —       |